# Ilha de Penão
Penão (em malaio: Penang) é uma ilha no estado de Penão, Malásia. É a quarta maior ilha do país, com área de 295 km². É também a ilha mais povoada do pais, com cerca de 678 000 habitantes. A ilha esta ligada com a Malásia peninsular pela Ponte de Penão. A ponte permite ligar Gelugor, na ilha, e Perai no continente. A parte continental do estado de Penão é conhecida como Seberang Perai (antes era a Província Wellesley), e com a ilha de Penão e outras pequenas ilhas forma o estado de Penão.
A ilha está dividida em dois distritos administrativos: Sudoeste da Ilha Penão e Nordeste da Ilha Penão.
A parte leste da ilha está altamente urbanizada, e é onde fica George Town, a capital. A parte oeste serve como pulmão verde, geralmente menos desenvolvida e mais acidentada.
A ilha é servida pelo Aeroporto Internacional de Penang